# Perithóri (Dráma)
Pour les articles homonymes, voir Perithóri.
Perithóri, en grec moderne : Περιθώρι, est un village du dème de Káto Nevrokópi, en Macédoine-Orientale-et-Thrace, Grèce.
Selon le recensement de 2021, la population du village compte 569 habitants.